# Naltrexone à faible dose
La naltrexone à faible dose (LDN pour Low-Dose Naltrexone en anglais) décrit  une utilisation, à faibles doses, mais hors autorisation de mise sur le marché du médicament naltrexone, pour des maladies telles que la maladie de Crohn ou la sclérose en plaques. La naltrexone est généralement prescrite pour la dépendance aux opioïdes ou à l'alcool, car il s'agit d'un antagoniste puissant des opioïdes. Les recherches préliminaires sont prometteuses pour l’utilisation de LDN dans le traitement de maladies chroniques telles que la douleur chronique, mais à ce stade, l’utilisation de LDN en tant que traitement est encore expérimentale et des recherches supplémentaires doivent être menées avant de pouvoir être largement recommandées.
Certains partisans de la naltrexone à faible dose ont émis des allégations concernant son efficacité dans le traitement d'un grand nombre de maladies, notamment le cancer et le VIH/sida. Des organisations  centrées sur le LDN ont encouragé son utilisation sur leurs pages Web.

## Utilisations approuvées de naltrexone
La naltrexone est un antagoniste des récepteurs opioïdes, ce qui signifie qu'elle se lie aux récepteurs opioïdes dans les cellules. Ces récepteurs fixent aussi bien des composés endogènes analgésiques, tels que les endorphines, que des opioïdes exogènes, tels que la morphine. La naltrexone lutte également contre les effets de l'héroïne, synthétisée à partir de la morphine. Elle est donc utile pour soulager la dépendance aux opioïdes.
La Food and Drug Administration américaine a approuvé l'utilisation de la naltrexone pour le traitement chronique de la dépendance aux opioïdes et pour la désintoxication des médicaments.

## Mécanisme d'action
La naltrexone et son métabolite actif, le 6-β-naltrexol, sont des antagonistes compétitifs des récepteurs opioïdes µ et opioïdes κ et, dans une moindre mesure, des récepteurs opioïdes δ. Les doses thérapeutiques standard de naltrexone (50 mg et plus) bloquent ces récepteurs, ce qui entraîne deux conséquences : 1° blocage de l'inhibition des récepteurs GABA et 2° blocage de la libération de dopamine.

### Blocage de l'inhibition des récepteurs GABA par les drogues
Les récepteurs GABA inhibent normalement l'activité des neurones. Leur blocage par de nombreux médicaments récréatifs « libère » donc l'activation neuronale. L'action de la naltrexone revient donc à empêcher l'hyperactivité cérébrale résultant de l'usage de certaines drogues.

### Blocage de la libération de dopamine
De nombreuses drogues récréatives stimulent la libération de dopamine. La dopamine fait partie du système de récompense du cerveau et est donc liée à la notion de plaisir. La naltrexone  contrecarre donc cette recherche du plaisir liée aux drogues.
Les faibles doses de Naltrexone sont de l'ordre du 1/10  de la dose normalement utilisée (généralement on préconise 4,5 mg en une prise unique au coucher). Une des hypothèses sur lesquelles repose le mécanisme d'action des faibles doses de naltrexone  est que l'inhibition transitoire et nocturne des récepteurs opioïdes amène le corps, par effet rebond, à augmenter sa production d'endorphines et à réguler positivement le système immunitaire. Elles antagonisent également le récepteur de type Toll 4 présent sur les macrophages, y compris la microglie cérébrale, entraînant un effet anti-inflammatoire ,. Ces effets n'ont pas été observés aux doses standard.
Les chercheurs ont également examiné des « doses ultra-faibles » de naltrexone, en microgrammes, en nanogrammes et en picogrammes, co-administrées avec des analgésiques opioïdes dans le but d'accroître le soulagement de la douleur et de réduire les effets indésirables.

## Recherche
Les organisations qui font la promotion de la naltrexone à faible dose l'ont préconisée comme traitement de diverses maladies. Cependant, aucune étude évaluée par des pairs qui justifierait l'utilisation clinique de la naltrexone à faible dose dans le traitement de la sclérose en plaques (SEP) n'a été publiée.
La naltrexone à faible dose peut soulager certains symptômes chez les personnes atteintes de sclérose en plaques, bien que les médecins déconseillent souvent de l'utiliser comme substitut de traitements éprouvés, et que les preuves à l'appui de son utilisation dans la SEP ne sont pas solides, car différentes études ont abouti à des conclusions contradictoires. En 2015, le service national de santé du Royaume-Uni avait conclu qu'il ne pouvait pas être recommandé pour traiter les symptômes de la sclérose en plaques en raison d'un manque de preuves. La prescription et la formulation médicale de naltrexone à faible dose au Royaume-Uni ne sont pas autorisées dans le traitement de la sclérose en plaques.
Bien que des études préliminaires aient été publiées sur la maladie de Crohn, leur petite taille et leur nature préliminaire empêchent de tirer « toute conclusion ferme quant à l'efficacité et à l'innocuité des LDN utilisées pour le traitement de patients atteints d'une maladie de Crohn active ».
Une petite étude pilote a révélé une réduction des symptômes de la fibromyalgie chez des patients traités avec de la naltrexone à faible dose.

## Critiques
En plus des utilisations proposées pour la naltrexone à faible dose qui ont été étudiées en recherche clinique, les défenseurs de la naltrexone à faible dose font des affirmations non prouvées de son efficacité dans le traitement d'autres affections, notamment: divers types de cancers, la maladie d'Alzheimer, le VIH/sida, l'arthrite rhumatoïde et d'autres maladies. Steven Novella, de la faculté de médecine de l’Université de Yale, a contesté ces affirmations au motif qu’elles n’étaient pas étayées par une recherche clinique rigoureuse, qualifiant de nombreuses indications de pseudoscientifiques. Il affirme en outre que l'allégation selon laquelle la naltrexone à faible dose, en tant que traitement efficace à la fois du dysfonctionnement immunitaire et des maladies auto-immunes, est contradictoire, et qu'une activité croissante du système immunitaire pourrait entraîner la maladie auto-immune, dans laquelle une sur-stimulation du système immunitaire pourrait au contraire attaquer l'hôte,.